# Saoedi-Arabië op de Olympische Zomerspelen 1996
Saoedi-Arabië nam deel aan de Olympische Zomerspelen 1996 in Atlanta, Verenigde Staten. 

## Deelnemers en resultaten

### Atletiek
| Olympiër                                                                        | Discipline             | Resultaat | Prestatie                                              |
| ------------------------------------------------------------------------------- | ---------------------- | --------- | ------------------------------------------------------ |
| Jamal Al-Saffar                                                                 | 100m (m)               | 47e       | serie 3: 7de in 10,44                                  |
| Mohamed Hamed Al-Bishi                                                          | 400m (m)               | 45e       | serie 2: 6de in 46,82                                  |
| Alyan Al-Qahtani                                                                | 5000m (m)              | DNS       | serie 3: niet gestart                                  |
| Alyan Al-Qahtani                                                                | 10000m (m)             | DNF       | serie 2: 5de in 28.22,35 finale: niet gefinisht        |
| Hadi Soua'an Al-Somaily                                                         | 400m horden (m)        | 33e       | serie 3: 5de in 49,94                                  |
| Ibrahim Al-Asiri Yahya                                                          | 3000m steeplechase (m) | 29e       | serie 3: 11de in 8.46,37                               |
| Saleh Al-Saydan Hashim Al-Sharfa Mohamed Hamed Al-Bishi Hadi Soua'an Al-Somaily | 4x400m (m)             | 15e       | serie 5: 3de in 3.04,67 halve finale 2: 7de in 3.07,18 |
| Salem Al-Ahmadi                                                                 | hink-stap-springen (m) | 25e       | kwalificatie groep B: 15de met 15,30m                  |
| Khaled Al-Khalidi                                                               | kogelstoten (m)        | 29e       | kwalificatie groep B: 15de met 18,22m                  |

### Gewichtheffen
| Olympiër          | Discipline | Resultaat | Prestatie                                                        |
| ----------------- | ---------- | --------- | ---------------------------------------------------------------- |
| Bonayan Al-Dosari | -59kg (m)  | 15e       | trekken: 16de met 102,5kg stoten: 15de met 125kg totaal: 227,5kg |

### Paardensport
| Olympiër                                     | Discipline     | Resultaat      | Prestatie |
| Springconcours                               | Springconcours | Springconcours | Springconcours |
| -------------------------------------------- | -------------- | -------------- | --- |
| Ramzy Al-Duhami                              | individueel    | 39e            | kwalificatie: 39ste 1ste ronde: 12de met 1,50 strafpunt 2de ronde: 24ste met 5,00 strafpunten 3de ronde: 62ste met 16,75 strafpunten totaal: 23,25 strafpunten   |
| Khaled Al-Eid                                | individueel    | 44e            | kwalificatie: 44ste 1ste ronde: 50ste met 8,25 strafpunten 2de ronde: 39ste met 8,50 strafpunten 3de ronde: 31ste met 8,00 strafpunten totaal: 24,75 strafpunten |
| Kamal Bahamdan                               | individueel    | DNF            | kwalificatie: niet gefinisht 1ste ronde: 40ste met 8,00 strafpunten 2de ronde: 69ste met 24,25 strafpunten                                                       |
| Ramzy Al-Duhami Khaled Al-Eid Kamal Bahamdan | team           | 17e            | 1ste ronde: 16de met 37,75 strafpunten 2de ronde: 18de met 82,25 strafpunten totaal: 120,00 strafpunten                                                          |

### Schietsport
| Olympiër         | Discipline | Resultaat | Prestatie                                           |
| ---------------- | ---------- | --------- | --------------------------------------------------- |
| Sayed Al-Mutairi | skeet (m)  | 32e       | kwalificatie: 32ste met 117 punten (23-23-23-24-24) |

### Voetbal
| Olympiër | Discipline | Resultaat | Prestatie                                                                |
| --- | ---------- | --------- | ------------------------------------------------------------------------ |
| Khamis Al-Dosari Obeid Al-Dosari Abdullah Al-Garni Ibrahim Al-Harbi Mohamed Al-Jahani Mohamed Saleh Al-Khilaiwi Abdul Aziz Al-Marzoug Khaled Al-Rasheed Hussein Al-Sadiq Abdullah Al-Shahrani Fuad Anwar Amin Hamzah Idris Abdul Rahman Sifeen Hussain Omar Sulimani Abdullah Zubromawi | mannen     | 15e       | groep B: 4de W van Spanje: 1-0 W van Australië: 2-1 W van Frankrijk: 2-1 |

| Groep B |               |             |             |             |             |            |            |            |        |
| #       | Land          | Wedstrijden | Wedstrijden | Wedstrijden | Wedstrijden | Doelpunten | Doelpunten | Doelpunten | Punten |
| #       | Land          | G           | W           | G           | V           | V          | T          | Saldo      | Punten |
| 1       | Frankrijk     | 3           | 2           | 1           | 0           | 5          | 2          | +3         | 7      |
| 2       | Spanje        | 3           | 2           | 1           | 0           | 5          | 3          | +2         | 7      |
| 3       | Australië     | 3           | 1           | 0           | 2           | 4          | 6          | −2         | 3      |
| 4       | Saoedi-Arabië | 3           | 0           | 0           | 3           | 2          | 5          | −3         | 0      |

| Ronde      | Datum   | Plaats    | Land | Score         | Land |
| ---------- | ------- | --------- | ---- | ------------- | ---- |
| Groepsfase |         |           |      |               |      |
| 20 juli    | Orlando | Spanje    | 1-0  | Saoedi-Arabië |      |
| 22 juli    | Miami   | Australië | 2-1  | Saoedi-Arabië |      |
| 24 juli    | Miami   | Frankrijk | 2-1  | Saoedi-Arabië |      |

Afghanistan · Albanië · Algerije · Amerikaanse Maagdeneilanden · Amerikaans-Samoa · Andorra · Angola · Antigua‑Barbuda · Argentinië · Armenië · Aruba · Australië · Azerbeidzjan · Bahama's · Bahrein · Bangladesh · Barbados · België · Belize · Benin · Bermuda · Bhutan · Bolivia · Bosnië en Herzegovina · Botswana · Brazilië · Britse Maagdeneilanden · Brunei · Bulgarije · Burkina Faso · Burundi · Cambodja · Canada · Centraal-Afrikaanse Republiek · Chili · China · Chinees Taipei · Colombia · Comoren · Congo-Brazzaville · Cookeilanden · Costa Rica · Cuba · Cyprus · Denemarken · Djibouti · Dominica · Dominicaanse Republiek · Duitsland · Ecuador · Egypte · El Salvador · Equatoriaal-Guinea · Estland · Ethiopië · Fiji · Filipijnen · Finland · Frankrijk · Gabon · Gambia · Georgië · Ghana · Grenada · Griekenland · Groot-Brittannië · Guam · Guatemala · Guinee · Guinee-Bissau · Guyana · Haïti · Honduras · Hongarije · Hongkong · Ierland · IJsland · India · Indonesië · Irak · Iran · Israël · Italië · Ivoorkust · Jamaica · Japan · Jemen · Joegoslavië · Jordanië · Kaaimaneilanden · Kaapverdië · Kameroen · Kazachstan · Kenia · Kirgizië · Koeweit · Kroatië · Laos · Lesotho · Letland · Libanon · Liberia · Libië · Liechtenstein · Litouwen · Luxemburg ·  Macedonië · Madagaskar · Malawi · Malediven · Maleisië · Mali · Malta · Marokko · Mauritanië · Mauritius · Mexico · Moldavië · Monaco · Mongolië · Mozambique · Myanmar · Namibië · Nauru · Nederland · Nederlandse Antillen · Nepal · Nicaragua · Nieuw-Zeeland · Niger · Nigeria · Noord-Korea · Noorwegen · Oeganda · Oekraïne · Oezbekistan · Oman · Oostenrijk · Pakistan · Palestina · Panama · Papoea-Nieuw-Guinea · Paraguay · Peru · Polen · Portugal · Puerto Rico · Qatar · Roemenië · Rusland · Rwanda · Saint Kitts en Nevis · Saint Lucia · Saint Vincent en Grenadines · Salomonseilanden · Samoa · San Marino · Sao Tomé en Principe · Saoedi-Arabië · Senegal · Seychellen · Sierra Leone · Singapore · Slovenië · Slowakije · Soedan · Somalië · Spanje · Sri Lanka · Suriname · Swaziland · Syrië · Tadzjikistan · Tanzania · Thailand · Togo · Tonga · Trinidad en Tobago · Tsjaad · Tsjechië · Tunesië · Turkije · Turkmenistan · Uruguay · Vanuatu · Venezuela · Verenigde Arabische Emiraten · Verenigde Staten · Vietnam · Wit-Rusland · Zaïre · Zambia · Zimbabwe · Zuid-Afrika · Zuid-Korea · Zweden · Zwitserland